# 브레이크 포인트 (영화)
《브레이크 포인트》(영어: Break Point)는 미국에서 제작된 제이 캐러스 감독의 2014년 코미디 영화이다. 제러미 시스토 등이 출연하였다.
2014년 3월 9일 사우스 바이 사우스웨스트 영화제에서 전 세계 최초로 상영되었다. 2015년 7월 21일 주문형 비디오로 개봉되었고 이후 2015년 9월 4일 한정 개봉되었다.

## 출연
- 제러미 시스토
- 애덤 더바인
- 데이비드 월턴
- 에이미 스마트
- J.K. 시먼스
- 조슈아 러시
- 크리스 파넬
- 빈센트 벤트레스카
- 조노 윌슨